# San Miguel (departamento de El Salvador)
San Miguel é um departamento de El Salvador, cuja capital é a cidade de San Miguel de la Frontera. 	

## Municípios
1. Carolina
2. Ciudad Barrios
3. Chinameca
4. Comacarán
5. Chapeltique
6. Chirilagua
7. El Tránsito
8. Lolotique
9. Moncagua
10. Nuevo Edén de San Juan
11. Nueva Guadalupe
12. Quelepa
13. San Antonio
14. Sesori
15. San Gerardo
16. San Jorge
17. San Luis de la Reina
18. San Miguel de la Frontera
19. San Rafael Oriente
20. Uluazapa